# أل نيلسون
أل نيلسون (بالإنجليزية: Al Nelson)‏ هو لاعب كرة قدم أمريكية أمريكي، ولد في 27 أكتوبر 1943.

## وصلات خارجية
- أل نيلسون على موقع مرجع كرة القدم المحترفة.كوم (الإنجليزية)